# گوی‌لر داغ
گوی‌لر داغ (به لاتین: Göylərdağ) یک منطقه مسکونی در جمهوری آذربایجان است که در شهرستان شماخی واقع شده است. گوی‌لر داغ ۶۴۶۲ نفر جمعیت دارد.